# Daniela Hozbor
Daniela Flavia Hozbor es una científica argentina nacida en Mar del Plata, doctora en ciencias bioquímicas, investigadora y docente de la Universidad Nacional de La Plata y del Consejo Nacional de Investigaciones Científicas y Técnicas.
Hozbor es directora del laboratorio Vacunas Salud (VacSal) del Instituto de Biotecnología y Biología Molecular (IBBM), laboratorio de referencia de coqueluche en Argentina. Es coordinadora desde 2017 de la Comisión de Vacunología de la Asociación Argentina de Microbiología. Además es miembro del core de la Comisión Nacional de Inmunizaciones del Ministerio de Salud de la Nación Argentina y del Comité Directivo del Global Pertussis Initiative.

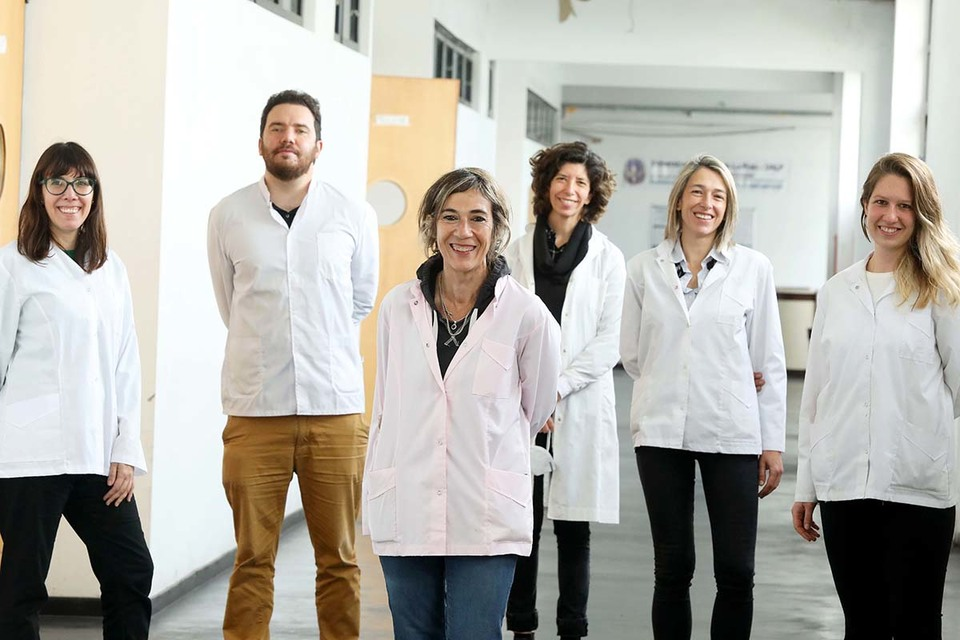
Daniela Hozbor y su equipo de investigadores

Su área de trabajo es la vacunología. Dentro de ese campo, Hozbor se ha especializado en  la tos convulsa, y realiza desarrollos para una nueva formulación a partir de la utilización de vesículas de membrana externa (OMVs) de Bordetella pertussis como vacuna intranasal anti-pertussis. Hozbor impulsó el desarrollo de un modelo matemático propio para la transmisión de la tos convulsa en Argentina, que fue empleado para la evaluación de distintas estrategias de control implementadas en el país, como el refuerzo vacunal de los 11 años, la vacunación a embarazadas y la mejora en el cumplimiento del calendario vacunal.
Rol en la pandemia por COVID-19
Durante la pandemia por COVID-19, Hozbor se desempeñó como asesora experta en vacunas, en representación de la Asociación Argentina de Microbiología.
Hozbor lideró el desarrollo de un proyecto vacunal contra el SARS-CoV-2 con apoyo de la Universidad Nacional de La Plata, el CONICET y del Ministerio de Ciencia, Tecnología e Innovación, el Instituto Nacional de Tecnología Agropecuaria, y la Fundación Instituto Leloir.

## Distinciones
Por sus trabajos científicos recibió el premio Konex 2023 de Ciencia y Tecnología en la categoría Microbiología e Inmunología.